# Batang (Garzê)

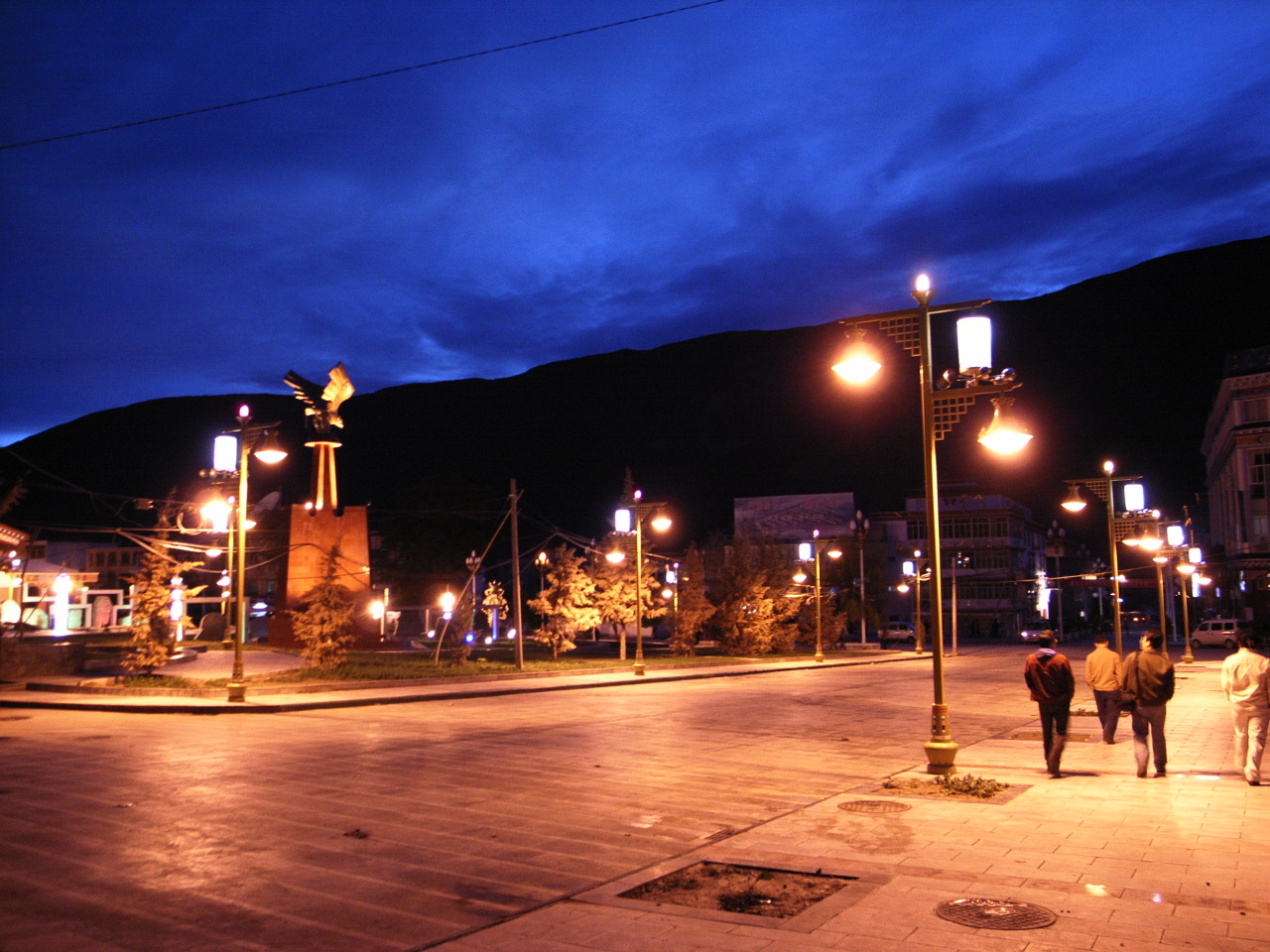
Het centrum van Batang

Batang (Xiaqiong in het Chinees) is een stadje in de Autonome Tibetaanse Prefectuur Garzê in het uiterste westen van de Chinese provincie Sichuan. Batang ligt centraal in de historische streek Kham.
De stad ligt op 2600 à 2700 meter, in een zijdal van de Jinsha, de Chinese naam voor de bovenloop van de Yangtze. De afstand van de stad tot de rivier bedraagt zo'n tien kilometer.